# 런던 필하모닉 관현악단
런던 필하모니 관현악단(London Philharmonic Orchestra; LPO)은 런던을 거점으로 하는 영국의 대표적인 관현악단이다.

## 역사
영국 출신 지휘자들 중 가장 많은 부를 자랑하던 인물이 토머스 비첨이었다. 비첨은 약품 제조로 대성한 부친의 유산을 투자해 신교향악단(뉴 심포니 오케스트라)이나 비첨 교향악단, 비첨 오페라단을 창단했으나, 대부분 오래 가지 못하고 해체되었다. 1930년대에 경제 대공황으로 영국 음악계가 위축되면서 기존 악단들의 활동에 타격을 주었으나, 비첨은 오히려 그것을 기회로 삼아 1932년에 다시 관현악단을 창단했다. 이 악단이 런던 필하모니 관현악단이며, 그 해 10월 7일에 런던 퀸즈 홀에서 창단식 겸 기념 공연을 개최했다.
비첨은 창단 때부터 영국 각지의 명연주가를 대거 초빙해 단원으로 영입하는 등 악단 육성에 몰두했으나, 1939년에 악단 운영권을 포기하면서 악단 자주 운영 체제로 전환하게 되었다. 전쟁으로 인해 운영난은 점차 심각해졌고, 독일 공군의 런던 폭격으로 악기와 악보가 일부 소실되는 등의 피해도 입었다. 이러한 타격으로 한 때 해체 위기에 몰리기도 했으나, 런던과 영국 각지를 돌며 공연을 속개하고 애호가들의 기부금 모금 등으로 활기를 되찾기 시작했다.
종전 후에는 연합국과 추축국 등 출신국을 가리지 않고 유명 지휘자들을 적극적으로 섭외해 수많은 연주회 스케줄을 소화했으며, 1947년에는 네덜란드 출신의 에두아르드 반 베이눔을 제 2대 상임 지휘자로 초빙했다. 그러나 베이눔은 취임 후 얼마 지나지 않아 건강 악화로 활동에 제약을 받기 시작했고, 1950년에 사임했다. 베이눔의 후임으로 에이드리언 볼트가 부임하면서 본격적인 재정비가 시작되었고, 녹음 활동도 점차 활발해졌다.
볼트 이후에는 윌리엄 스타인버그와 존 프리처드가 상임 지휘자직을 계승해 각각 연주력 강화와 오페라 반주 출연 등을 시도했으며, 1967년에는 베르나르트 하이팅크가 직책을 이어받았다. 하이팅크는 기존의 레퍼토리들 외에도 쇼스타코비치의 교향곡을 비롯한 사회주의 국가 작곡가들의 작품을 적극적으로 다루어 주목받았으며, 데카와 필립스에 많은 양의 녹음을 남겼다.
1970년대부터는 재즈나 팝 아티스트들과도 협연을 시작했으며, 1983년에 상임 지휘자에 취임한 클라우스 텐슈테트는 암 투병으로 인한 건강 악화에도 불구하고 말러의 교향곡 전집 녹음을 EMI에 취입해 화제가 되었다. 텐슈테트 사임 후에는 당시 30세였던 오스트리아 출신의 프란츠 벨저뫼스트가 자리를 이어받아 화제가 되었다. 벨저-뫼스트는 EMI의 계약을 이어받아 다양한 레퍼토리들을 다루었으나, 1996년에 취리히 오페라극장 음악 감독직에 전념하기 위해 사임했다.
벨저-뫼스트 사임 후 약 4년 동안은 상임 지휘자 없이 객원 지휘에 의존했고, 2000년에 쿠르트 마주어가 상임 지휘자로 임명되었다. 마주어는 2007년까지 직책을 유지했으며, 후임으로는 블라디미르 유롭스키가 임명되어 현재까지 재직 중이다. 2008년부터는 캐나다 퀘벡 출신의 프랑스계 지휘자인 야닉 네지-세갱이 수석 객원 지휘자로 영입될 예정이다.

## 부속 단체와 주요 활동
1947년에 악단 부속 합창단인 런던 필하모니 합창단(London Philharmonic Choir)이 창단되어 활동하고 있다. 창단 초기에는 야샤 하이페츠나 아르투르 루빈슈타인 등의 유명 솔리스트들과 협주곡 등을 주로 녹음했으나, 볼트 재임기부터 본격적인 관현악 작품들의 녹음도 시작했다. 상임 지휘자 외에는 오이겐 요훔이 하이든의 '런던 교향곡집(93-104번)' 을 도이체 그라모폰에 남기기도 했다.
주요 공연장으로는 로열 페스티벌 홀을 사용하고 있으며, 프리처드 재임 중에는 글라인드본 오페라단의 상주 관현악단으로 잠시 활동하기도 했다. 런던 교향악단과 마찬가지로 영화 음악의 녹음도 하고 있으며, 특히 일본에서는 스기야마 고이치의 지휘로 '드래곤 퀘스트' 의 교향조곡(교향 모음곡)판 녹음들을 남겨 유명하다. 이외에도 핑크 플로이드나 레드 제플린의 트리뷰트 앨범이나 딤무 보거 등 블랙 메탈 밴드의 녹음에 게스트로 참여하기도 했고, 구라모토 유키의 앨범 'Refinement' 와 유희열의 솔로 프로젝트 '토이' 3집, 양방언 등의 음반 녹음에도 기용되었다.

## 역대 상임 지휘자
- 토머스 비첨 (1932-1939)
- 에두아르드 반 베이눔 (1947-1950)
- 에이드리언 볼트 (1950-1957)
- 윌리엄 스타인버그 (1958-1960)
- 존 프리처드 (1962-1966)
- 베르나르트 하이팅크 (1967-1979)
- 조지 숄티 (1979-1983)
- 클라우스 텐슈테트 (1983-1990)
- 프란츠 벨저뫼스트 (1990-1996)
- 쿠르트 마주어 (2000-2007)
- 블라디미르 유롭스키 (2007-)